# Avocaré
Avocaré (Avoquer, Avocaire, L'Avocaire) je otok  u otočju St. Brandon, u Mauricijusu.
U izvješću Svjetske banke o stvaranju morskog zaštićenog područja St. Brandon, otok Avocaré je klasificiran kao otok Grupe 3 zajedno s Île Raphaelom, L'Île Cocom i L'île du Sudom.
Godine 1846. otok Avocaré posjetio je britanski mornarički časnik Edward Belcher na brodu HMS Samarang, koji je potvrdio da je to tada bila glavna ribarska stanica s ribarima koji su lovili 102 kg ribe dnevno. Otok Avocaré danas je nenaseljeno utočište ptica i kornjača. Pristup otoku je ograničen kako bi se spriječilo unošenje invazivnih stranih vrsta.